# Robbin Weijenberg
Robbin Weijenberg (Zutphen, 8 november 2004) is een Nederlands voetballer die doorgaans speelt als middenvelder. In juli 2024 debuteerde hij voor Go Ahead Eagles.

## Clubcarrière
Weijenberg speelde in de vroege jeugd bij SV Steenderen, tegenwoordig SV Basteom. In 2015 maakte hij de overstap naar de jeugd van FC Zutphen en werd in 2017 opgenomen in de opleiding van Go Ahead Eagles. Tijdens de seizoenen 2022/23 en 2023/24 zat hij in totaal vijf keer bij de wedstrijdselectie van het eerste elftal, maar tot een debuut kwam het niet. In juli 2024 tekende hij zijn eerste profcontract, voor een jaar met een optie op een seizoen extra. Weijenberg speelde twee weken later zijn eerste officiële wedstrijd, toen in de voorrondes van de UEFA Conference League tegen SK Brann gespeeld werd. Het duel eindigde in 0–0. Weijenberg moest van coach Paul Simonis op de reservebank beginnen en hij mocht twaalf minuten voor het einde van de reguliere speeltijd invallen voor Jakob Breum. In december 2024 werd zijn contract verlengd tot medio 2027. Met Go Ahead Eagles won hij de KNVB Beker in zijn eerste seizoen. In de finale werd na strafschoppen gewonnen van AZ na een initiële 1–1. Weijenberg viel aan het begin van de verlenging in.

## Clubstatistieken
| Seizoen | Club            | Competitie | Competitie | Competitie | Beker | Beker | Internationaal | Internationaal | Totaal | Totaal |
| Seizoen | Club            | Competitie | Wed.       | Dlp.       | Wed.  | Dlp.  | Wed.           | Dlp.           | Wed.   | Dlp.   |
| ------- | --------------- | ---------- | ---------- | ---------- | ----- | ----- | -------------- | -------------- | ------ | ------ |
| 2024/25 | Go Ahead Eagles | Eredivisie | 18         | 0          | 3     | 0     | 1              | 0              | 22     | 0      |
| Totaal  | Totaal          | Totaal     | 18         | 0          | 3     | 0     | 1              | 0              | 22     | 0      |

Bijgewerkt op 30 juni 2025.

## Erelijst
| KNVB Beker | 1 | 2024/25 |